# Vespicula trachinoides
Vespicula trachinoides és una espècie de peix pertanyent a la família dels tetrarògids i a l'ordre dels escorpeniformes.

## Etimologia
Vespicula és el diminitiu del mot llatí vespa (vespa).

## Descripció
Fa 5,8 cm de llargària màxima. 13-16 espines a l'aleta dorsal (la disposició de tres de les quals gairebé formen una aleta independent) i 3 a l'anal. 3½-5½ radis tous a l'aleta dorsal i 3½-4½ a l'anal. Línia lateral contínua. Absència d'aleta adiposa. Espai interorbitari pla, igual a l'ull. Preorbitari amb dues espines: l'anterior petita i dirigida cap avall, mentre que l'altra és més gran i dirigida cap enrere. Boca molt obliqua. Maxil·lar arribant fins per sota de la vora posterior de l'ull. Espines dorsals augmentant en longitud des de la quarta fins a la darrera. Part tova de la dorsal arrodonida i no pas més alta que la part espinosa. Aletes pectorals punxegudes i tan allargades com el cap. Ventrals tan allargades com el cap sense el musell. Aleta caudal arrodonida. La coloració dels espècimens conservats és marronosa. Part espinosa de l'aleta dorsal amb franges obliqües i taques, mentre que la part tova i l'aleta anal són clares i amb una banda subterminal marró. Les pectorals són de color marró clar amb punts marrons foscos, els quals formen nombroses bandes transversals. Les aletes ventrals són clares, tot i que esdevenen marrons cap als extrems. Aleta caudal clara i amb unes poques bandes transversals de color marró a la part distal.

## Alimentació
Es nodreix de peixets i invertebrats.

## Hàbitat i distribució geogràfica
És un peix marí i d'aigües salabroses, demersal i de clima tropical, el qual viu a la conca Indo-Pacífica: els manglars i els fons sorrencs i de conquilles trencades des de les illes Andaman, l'arxipèlag de Mergui (Myanmar) i Tailàndia fins a les illes Filipines (com ara, Luzon), Indonèsia (com ara, Cèlebes, Sumatra, Java i Borneo) i Hainan (la Xina), incloent-hi Singapur i el mar de la Xina Meridional.

## Observacions
És inofensiu per als humans, el seu índex de vulnerabilitat és de baix a moderat (29 de 100) i es comercialitza fresc (encara que té poc interès comercial).